# Organisme de décentralisation régionale de Trieste

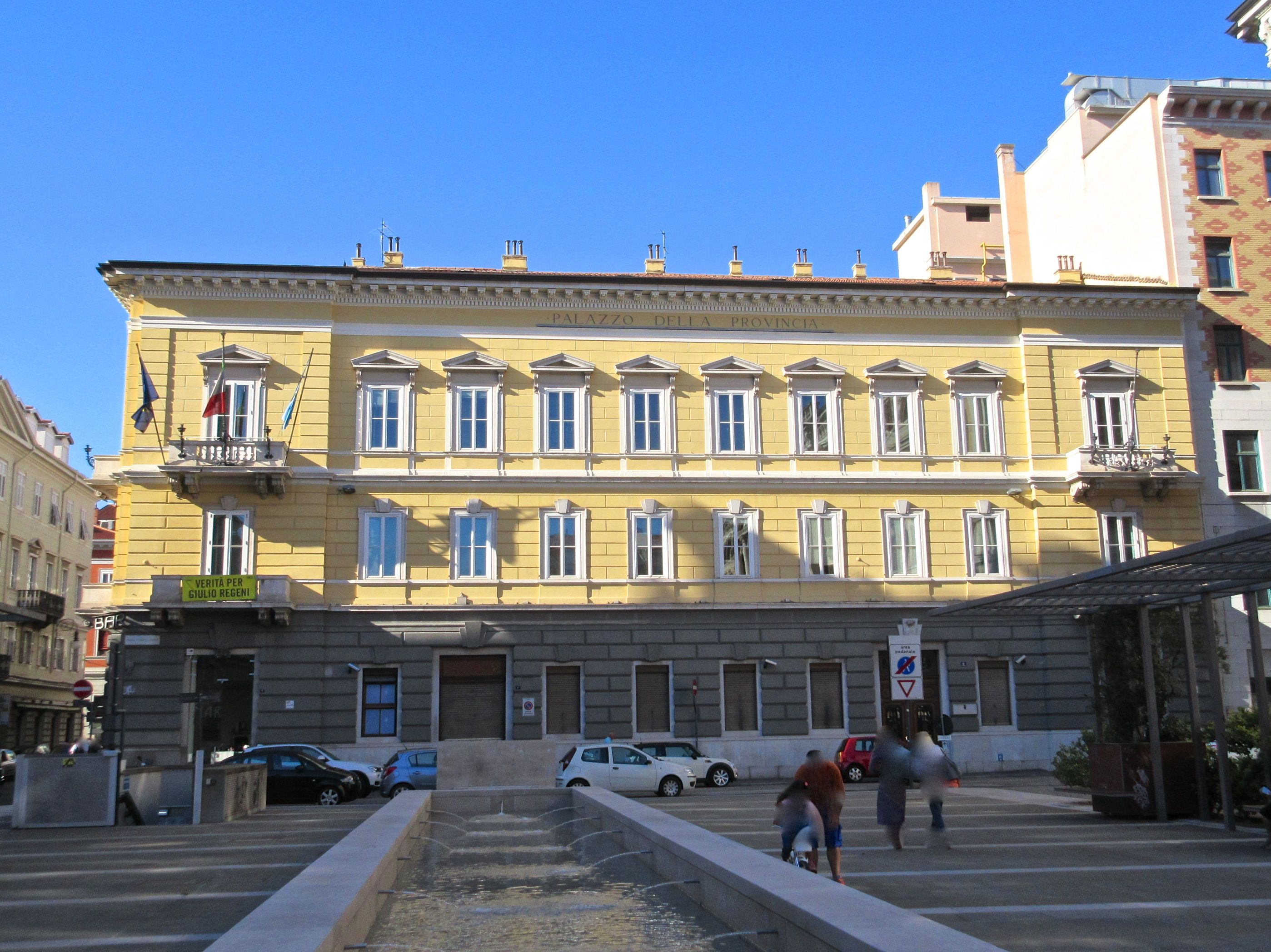
Palais Galatti, siège de l'organisme de décentralisation régional de Trieste.

L'organisme de décentralisation régionale de Trieste (en italien : Ente di decentramento regionale di Trieste) est une subdivision administrative située dans la région autonome du Frioul-Vénétie Julienne, en Italie, dont le siège est à Trieste.

## Géographie
Son territoire est une bande de terre de 212 km2 située à l'extrémité sud-est de la région, limitrophe de l'organisme de décentralisation régionale de Gorizia au nord-ouest, bordée à l'ouest par la mer Adriatique et frontalière de la Slovénie au nord et à l'est.

## Histoire
L'organisme est créé le 1er juillet 2020 sur le même territoire que l'ancienne province de Trieste, dissoute en 2017.

## Administration
L'organisme siège au palais Galatti à Trieste.